# 卡丽·麦克马洪
卡丽·麦克马洪（英語：Karri McMahon，1992年2月27日—），澳大利亚女子曲棍球运动员。她曾代表澳大利亚参加2014年和2018年英联邦运动会曲棍球比赛，获得一枚金牌和一枚银牌。她也曾参加2016年夏季奥林匹克运动会。